# Euro Stoxx 50
Euro Stoxx 50 — фондовий індекс, що складається з 50 найбільших підприємств, країн єврозони.
Склад EURO STOXX 50 переглядається щорічно у вересні. Індекс доступний у декількох комбінаціях валют (EUR, USD, CAD, GBP, JPY) та типів прибутковості (ціна, чиста прибутковість, валова прибутковість). Розрахунок відбувається кожні 15 секунд з 09:00 CET до 18:00 CET для варіантів EUR та USD з будь-яким типом дохідності, в той час як варіанти CAD, GBP та JPY доступні лише для розрахунку на кінець дня (18:00 CET). Індекс EURO STOXX 50 є похідним від 19 регіональних надгалузевих індексів EURO STOXX.
{Станом на 2023 рік найбільше компаній представлено у Франція (41,8% всіх активів) та Німеччина (26,5%).

Станом на 18 вересня 2023, Euro Stoxx 50 складався з таких компаній:
| Назва                 | Організаційно-правова форма            | Зареєстрована | Індустрія                                       |
| --------------------- | -------------------------------------- | ------------- | ----------------------------------------------- |
| Adidas                | Aktiengesellschaft                     | Німеччина     | Спортивний одяг                                 |
| Adyen                 | Naamloze vennootschap                  | Нідерланди    | Програмне забезпечення-інфраструктура           |
| Ahold Delhaize        | Naamloze vennootschap                  | Нідерланди    | Роздрібна торгівля                              |
| Air Liquide           | Société Anonyme                        | Франція       | Хімія                                           |
| Airbus                | Societas Europaea                      | Нідерланди    | Аерокосмічна індустрія                          |
| Allianz               | Societas Europaea                      | Німеччина     | Страхування                                     |
| Anheuser-Busch InBev  | Société Anonyme/ Naamloze vennootschap | Бельгія       | Їжа та напої                                    |
| ASML Holding          | Naamloze vennootschap                  | Нідерланди    | Технології                                      |
| AXA                   | Société Anonyme                        | Франція       | Страхування                                     |
| BASF                  | Societas Europaea                      | Німеччина     | Хімія                                           |
| Bayer                 | Aktiengesellschaft                     | Німеччина     | Хімія                                           |
| BBVA                  | Sociedad Anónima                       | Іспанія       | Банківська справа                               |
| Banco Santander       | Sociedad Anónima                       | Іспанія       | Банківська справа                               |
| BMW                   | Aktiengesellschaft                     | Німеччина     | Автомобільна промисловість                      |
| BNP Paribas           | Société Anonyme                        | Франція       | Банківська справа                               |
| Danone                | Société Anonyme                        | Франція       | Їжа та напої                                    |
| Deutsche Börse        | Aktiengesellschaft                     | Німеччина     | Фінанси                                         |
| Deutsche Post         | Aktiengesellschaft                     | Німеччина     | Логістика                                       |
| Deutsche Telekom      | Aktiengesellschaft                     | Німеччина     | Телекомунікації                                 |
| Enel                  | Società per azioni                     | Італія        | Електроенергетика                               |
| Eni                   | Società per azioni                     | Італія        | Нафта                                           |
| EssilorLuxottica      | Société Anonyme                        | Франція       | Оптична галузь                                  |
| Ferrari               | Naamloze vennootschap                  | Нідерланди    | Автомобільна промисловість                      |
| Flutter Entertainment | Public limited company                 | Ірландія      | Букмекер                                        |
| Hermès                | Société Anonyme                        | Франція       | Предмети розкоші                                |
| Iberdrola             | Sociedad Anónima                       | Іспанія       | Електроенергетика                               |
| Inditex               | Sociedad Anónima                       | Іспанія       | Роздрібна торгівля                              |
| Infineon Technologies | Aktiengesellschaft                     | Німеччина     | Напівпроводники                                 |
| ING Groep             | Naamloze vennootschap                  | Нідерланди    | Банківська справа                               |
| Intesa Sanpaolo       | Società per azioni                     | Італія        | Банківська справа                               |
| Kering                | Société Anonyme                        | Франція       | Предмети розкоші                                |
| L'Oréal               | Société Anonyme                        | Франція       | Предмети особистого вжитку та домашнього вжитку |
| LVMH                  | Societas Europaea                      | Франція       | Предмети особистого вжитку та домашнього вжитку |
| Mercedes-Benz Group   | Aktiengesellschaft                     | Німеччина     | Автомобільна промисловість                      |
| Munich Re             | Aktiengesellschaft                     | Німеччина     | Страхування                                     |
| Nokia                 | Julkinen osakeyhtiö                    | Фінляндія     | Технології                                      |
| Nordea                | Aktiebolag                             | Фінляндія     | Банківська справа                               |
| Pernod Ricard         | Société Anonyme                        | Франція       | Алкоголь                                        |
| Prosus                | Naamloze vennootschap                  | Нідерланди    | Інвестиції                                      |
| Safran                | Société Anonyme                        | Франція       | Аерокосмічна промисловість                      |
| Saint-Gobain          | Société Anonyme                        | Франція       | Будівельні матеріали                            |
| Sanofi                | Société Anonyme                        | Франція       | Фармацевтична промисловість                     |
| SAP SE                | Societas Europaea                      | Німеччина     | Технології                                      |
| Schneider Electric    | Societas Europaea                      | Франція       | Товари та послуги                               |
| Siemens               | Aktiengesellschaft                     | Німеччина     | Товари та послуги                               |
| Stellantis            | Naamloze vennootschap                  | Нідерланди    | Автомобільна промисловість                      |
| TotalEnergies         | Societas Europaea                      | Франція       | Нафта і газ                                     |
| Vinci                 | Société Anonyme                        | Франція       | Конструкція та матеріали                        |
| UniCredit             | Società per azioni                     | Італія        | Банківська справа                               |
| Volkswagen Group      | Aktiengesellschaft                     | Німеччина     | Автомобільна промисловість                      |